# Herbita lilacina
Herbita lilacina là một loài bướm đêm trong họ Geometridae.